# 高規格幹線道路
高規格幹線道路（日语：／ Kōkikaku kansen dōro */?）是建構日本全國汽車交通網的高速道路，由1987年6月26日由日本的道路審議會研議、第四次全國綜合開發計劃後定立。高規格幹線道路指定的路線包含國土開發幹線自動車道（約7600公里）、本州四國連絡橋公團（現・本州四國連絡高速道路株式會社）管理的本州四國連絡道路（約180公里）、及接續的新路線（約6220公里）合共計約14000公里的道路。新路線之内、約3,920公里為國土開發幹線自動車道，另約2300公里則是國土交通大臣指定高規格幹線道路（一般國道快速道路）。

## 分類
- 高速自動車國道（A路線）
  - 根據高速自動車國道法第四條（高速自動車國道意義及其路線指定）和高速自動車國道路線指定政令指定的路線。原本的道路管理者是國土交通大臣，負責國道的建設及其管理。但是根據高速自動車國道之法令規定，委任東日本・中日本・西日本等各高速公路公司（民營化以前為日本道路公團（JH））擔任道路管理者。
    - 國土開發幹線自動車道（國幹道）
      - 根據國土開發幹線自動車道建設法建設或者預定的道路，是高規格幹線道路的一種。包含未通車路段，目前總長11520公里。

    - 國土開發幹線自動車道以外之指定高速公路
      - 被指定者為成田國際機場線、關西國際機場線、關門自動車道、沖縄自動車道等4路線。
- 高速自動車國道並行一般國道快速道路（A'路線）
  - 在原本預計升格為高速自動車國道的路線中，並行一般國道需全線升級的必要性相當低。部分區間為了解決道路混雜與山路的狹窄問題，以先升格成繞道為要務。此外，本類道路可能被編入高速自動車國道。興建本類道路時以稅金支應（中央負擔三分之二，地方負擔三分之一）或者追加東日本、中日本、西日本等各高速公路公司（民營化以前為日本道路公團）投入建設費建設。
- 國土交通大臣指定高規格幹線道路（一般國道快速道路）（B路線）
  - 根據日本道路法第48條之2規定，由國土交通大臣指定之道路。
- 本州四國連絡道路
  - 以B路線為其標準。

## 關連項目
- 高速公路
- 日本高速道路一覽
- 地域高規格道路

## 外部連結
- 國土交通省道路局 （页面存档备份，存于）
  - 施策紹介・道路行政の簡単解説 （页面存档备份，存于）